# Ipubi
Ipubi este un oraș în Pernambuco (PE), Brazilia.